# 第28回サンディエゴ映画批評家協会賞
第28回サンディエゴ映画批評家協会賞は、2023年の映画を対象とした映画賞。2023年12月14日にノミネーションが発表され、同月19日に受賞者が発表された。
最多ノミネートは『バービー』『オッペンハイマー』の12部門で、『キラーズ・オブ・ザ・フラワームーン』『Are You There God? It's Me, Margaret.』の8部門が続いた。最多受賞は『Are You There God? It's Me, Margaret.』『バービー』の5部門である。

## 受賞結果
| 作品賞 | 監督賞 |
| --- | --- |
| - 『Are You There God? It's Me, Margaret.』 - 次点：『オッペンハイマー』 - 『アメリカン・フィクション』 - 『ホールドオーバーズ 置いてけぼりのホリディ』 - 『キラーズ・オブ・ザ・フラワームーン』 | - マーティン・スコセッシ - 『キラーズ・オブ・ザ・フラワームーン』 - 次点：グレタ・ガーウィグ - 『バービー』 - ケリー・フレモン・クレイグ - 『Are You There God? It's Me, Margaret.』 - コード・ジェファーソン - 『アメリカン・フィクション』 - クリストファー・ノーラン - 『オッペンハイマー』 |
| 主演男優賞 | 主演女優賞 |
| - ジェフリー・ライト - 『アメリカン・フィクション』：セロニアス・“モンク”・エリソン - 次点：ポール・ジアマッティ - 『ホールドオーバーズ 置いてけぼりのホリディ』：ポール - コールマン・ドミンゴ - 『ラスティン: ワシントンの「あの日」を作った男』：バイヤード・ラスティン - ザック・エフロン - 『アイアンクロー』：ケビン・フォン・エリック - キリアン・マーフィー - 『オッペンハイマー』：ロバート・オッペンハイマー | - リリー・グラッドストーン - 『キラーズ・オブ・ザ・フラワームーン』：モーリー・バークハート - 次点：ザンドラ・ヒュラー - 『落下の解剖学』：サンドラ - アビー・ライダー・フォートソン - 『Are You There God? It's Me, Margaret.』：マーガレット・サイモン - マーゴット・ロビー - 『バービー』：バービー - エマ・ストーン - 『哀れなるものたち』：ベラ・バクスター                                           |
| 助演男優賞 | 助演女優賞 |
| - ロバート・ダウニー・ジュニア - 『オッペンハイマー』：ルイス・ストローズ - 次点：ライアン・ゴズリング - 『バービー』：ケン - スターリング・K・ブラウン - 『アメリカン・フィクション』：クリフォード・“クリフ”・エリソン - チャールズ・メルトン - 『メイ・ディセンバー ゆれる真実』：ジョー・ヨー - マーク・ラファロ - 『哀れなるものたち』：ダンカン・ウェダーバーン                                                  | - レイチェル・マクアダムス - 『Are You There God? It's Me, Margaret.』：バーバラ・サイモン - 次点：ダヴァイン・ジョイ・ランドルフ - 『ホールドオーバーズ 置いてけぼりのホリディ』：メアリー - ジョディ・フォスター - 『ナイアド 〜その決意は海を越える〜』：ボニー・ストール - ザンドラ・ヒュラー - 『関心領域』：ヘートヴィク・ヘス - ジュリアン・ムーア - 『メイ・ディセンバー ゆれる真実』：グレイシー  |
| 脚本賞 | 脚色賞 |
| - グレタ・ガーウィグ、ノア・バームバック - 『バービー』 - 次点：デヴィッド・ヘミングソン - 『ホールドオーバーズ 置いてけぼりのホリディ』 - サミー・バーチ - 『メイ・ディセンバー ゆれる真実』 - セリーヌ・ソン - 『パスト ライブス/再会』 - ジュスティーヌ・トリエ、アルチュール・アラリ - 『落下の解剖学』 | - ケリー・フレモン・クレイグ、ジュディ・ブルーム - 『Are You There God? It's Me, Margaret.』 - 次点：コード・ジェファーソン、パーシヴァル・エヴェレット - 『アメリカン・フィクション』 - ジョナサン・グレイザー - 『関心領域』 - クリストファー・ノーラン、カイ・バード、マーティン・シャーウィン - 『オッペンハイマー』 - エリック・ロス、マーティン・スコセッシ - 『キラーズ・オブ・ザ・フラワームーン』 |
| コメディ演技賞 | 若手俳優賞 |
| - マイケル・セラ - 『バービー』：アラン - 次点：マーク・ラファロ - 『哀れなるものたち』：ダンカン・ウェダーバーン - アビー・ライダー・フォートソン - 『Are You There God? It's Me, Margaret.』：マーガレット・サイモン - ライアン・ゴズリング - 『バービー』：ケン - ネイサン・レイン - 『Dicks: The Musical』：ハリス                                                                                                 | - アビー・ライダー・フォートソン - 『Are You There God? It's Me, Margaret.』：マーガレット・サイモン - 次点：マイロ・マチャド＝グレイナー - 『落下の解剖学』：ダニエル - ジョー・バード - 『トーク・トゥ・ミー』：ライリー - クリスチャン・コンヴェリー - 『コカイン・ベア』：ヘンリー - ジュード・ヒル - 『名探偵ポアロ:ベネチアの亡霊』：レオポルド・フェリエ                                            |
| 第一回作品賞/新人監督賞 | ドキュメンタリー映画賞 |
| - コード・ジェファーソン - 『アメリカン・フィクション』 - 次点：セリーヌ・ソン - 『パスト ライブス/再会』 - クロエ・ドモント - 『Fair Play/フェアプレー』 - ダニー・フィリッポウ&マイケル・フィリッポウ - 『トーク・トゥ・ミー』 - A・V・ロックウェル - 『A Thousand and One』 | - 『STILL:マイケル・J・フォックス ストーリー』 - 次点：『実録 マリウポリの20日間』 - 次点：『Little Richard: I Am Everything』 - 『ジョン・バティステ: アメリカン・シンフォニー』 - 『ココモ・シティ』 |
| アニメ映画賞 | 外国語映画賞 |
| - 『君たちはどう生きるか』 - 次点：『スパイダーマン:アクロス・ザ・スパイダーバース』 - 『Chicken Run: Dawn of the Nugget』 - 『ニモーナ』 - 『ロボット・ドリームズ』 | - 『落下の解剖学』 - 次点：『ゴジラ-1.0』 - 次点：『関心領域』 - 『枯れ葉』 - 『怪物』 |
| 編集賞 | 撮影賞 |
| - ロラン・セネシャル - 『落下の解剖学』 - 次点：ジェニファー・レイム - 『オッペンハイマー』 - ニック・ヒューイ - 『バービー』 - ヨルゴス・モヴロプサリディス - 『哀れなるものたち』 - セルマ・スクーンメイカー - 『キラーズ・オブ・ザ・フラワームーン』 | - ロドリゴ・プリエト - 『キラーズ・オブ・ザ・フラワームーン』 - 次点：ホイテ・ヴァン・ホイテマ - 『オッペンハイマー』 - ロドリゴ・プリエト - 『バービー』 - ロビー・ライアン - 『哀れなるものたち』 - ダリウス・ウォルスキー - 『ナポレオン』 |
| 美術賞 | 視覚効果賞 |
| - サラ・グリーンウッド - 『バービー』 - 次点：ルース・デ・ヨング - 『オッペンハイマー』 - ジャック・フィスク - 『キラーズ・オブ・ザ・フラワームーン』 - アーサー・マックス - 『ナポレオン』 - ジェームズ・プライス、ショーナ・ヒース - 『哀れなるものたち』 | - 『ゴジラ-1.0』 - 次点：『哀れなるものたち』 - 『ジョン・ウィック:コンセクエンス』 - 『ミッション:インポッシブル/デッドレコニング PART ONE』 - 『オッペンハイマー』 |
| 衣装デザイン賞 | 音響賞 |
| - ジャクリーヌ・デュラン、シャーロット・フィンレー、ホープ・スレパック - 『バービー』 - 次点：ホーリー・ワディントン、ヴァンサン・デュマ、ズッツァ・ステンガー - 『哀れなるものたち』 - デヴィッド・クロスマン、ジャンティ・イェーツ - 『ナポレオン』 - エレン・ミロイニック - 『オッペンハイマー』 - ジャクリーン・ウェスト - 『キラーズ・オブ・ザ・フラワームーン』                                                  | - 『関心領域』 - 次点：『オッペンハイマー』 - 『ゴジラ-1.0』 - 『マエストロ: その音楽と愛と』 - 『ミッション:インポッシブル/デッドレコニング PART ONE』 |
| 音楽賞 | スタント振付賞 |
| - 『バービー』 - 次点：『AIR/エア』 - 『Are You There God? It's Me, Margaret.』 - 『The Holdovers』 - 『マエストロ: その音楽と愛と』 | - 『ジョン・ウィック:コンセクエンス』 - 次点：『ミッション:インポッシブル/デッドレコニング PART ONE』 - 『ザ・キラー』 - 『ナポレオン』 - 『ポライト・ソサエティ』 |
| アンサンブル賞 | ブレイクスルー演技賞 |
| - 『ホールドオーバーズ 置いてけぼりのホリディ』 - 次点：『バービー』 - 次点：『名探偵ポアロ:ベネチアの亡霊』 - 『AIR/エア』 - 『オッペンハイマー』 | - アビー・ライダー・フォートソン - 『Are You There God? It's Me, Margaret.』：マーガレット・サイモン |
| 特別賞（ボディワーク賞） | |
| - ニコラス・ケイジ - 『Dream Scenario』『ザ・フラッシュ』『ガンズ・アンド・キラーズ』『レンフィールド』『The Retirement Plan』『Sympathy for the Devil』 | |